# International Civic and Citizenship Education Study 2016
Die International Civic and Citizenship Education Study 2016 (ICCS 2016)  untersucht welche politischen und zivilgesellschaftlichen Kompetenzen heute bei Schülern ausgebildet sind und mit welchen Einstellungen sie sich in der Gesellschaft entwickelt haben. Die Studie hat zum Ziel, Jugendliche im Alter von 14 Jahren international vergleichend, repräsentativ zu betrachten und die gefundenen Ergebnisse zu berichten. Im internationalen Rahmenkonzept von ICCS 2016 werden vier Inhaltsbereiche unterschieden: Zivilgesellschaft und Systeme, gesellschaftliche Werte, Partizipation und Identität. Die Inhaltsbereiche werden durch eine unterschiedliche Anzahl von Teilbereichen konkretisiert, die wiederum zum Teil in Aspekte unterteilt werden.
Die International Association for the Evaluation of Educational Achievement (IEA) führt mit der International Civic and Citizenship Education Study (ICCS 2016) zum vierten Mal eine internationale Schülervergleichsstudie auf dem Gebiet der politischen und zivilgesellschaftlichen Bildung durch. In den Jahren 1971, 1999 und 2009 fanden Studien zu Civic and Citizenship Education statt. Im Jahr 2016 hat Nordrhein-Westfalen als eines von 24 Schulsystemen in Europa, Asien und Lateinamerika an ICCS 2016 teilgenommen. Das nationale ICCS-Studienzentrum war am Arbeitsbereich „Educational Research and Schooling“ der Universität Duisburg-Essen unter der Leitung von Hermann Josef Abs angesiedelt.

## Ziele und Fragestellungen
Das allgemeine Ziel der IEA-Studien zur politischen und zivilgesellschaftlichen Bildung besteht darin, die Bedeutung von schulischen und außerschulischen Lerngelegenheiten für die politische Sozialisation und das politische Lernen von Jugendlichen differenziert herauszuarbeiten. Seit der Civic Education Study 1999 (CIVED) hat in Deutschland keine repräsentative, internationale-vergleichende Studie zu politischem Wissen und Einstellungen bei Schülern stattgefunden. Die Ergebnisse der ICCS Studie 2016 dienen u. a. dazu, Ansätze und Inhalte der politischen Bildung und Demokratiepädagogik zu überprüfen: Indem durchschnittlich 14-Jährige im achten Jahrgang befragt werden, kann der pädagogische Ausgangspunkt für politische Bildung in den beiden letzten Schuljahren der allgemeinen Schulpflicht näher bestimmt werden.
Der nationale Bericht zu ICCS 2016 stellt folgende Fragen in den Mittelpunkt:
- Über welche Kompetenzen zur Analyse des politischen Geschehens verfügen Schüler? Welche spezifischen Schwierigkeiten haben bestimmte Schülergruppen bei der Analyse politischer Sachverhalte?
- Inwieweit werden Menschenrechte und Prinzipien der demokratischen Grundordnung von Schülern verstanden und anerkannt?
- Über welche Einstellungen verfügen Schüler angesichts gesellschaftlicher Herausforderungen (z. B. kulturelle Heterogenität, soziale Integration, ökologische Nachhaltigkeit)?
- Inwiefern beeinflussen Partizipationserfahrungen und Gemeinschaftserleben in der Schule und anderen sozialen Kontexten politische und zivilgesellschaftlichen Kompetenzen und Einstellungen?
- Inwiefern unterscheiden sich die Chancen auf Partizipationserfahrungen und Gemeinschaftserleben in der Schule für unterschiedliche Schülergruppen?

Die Studie bietet für Studenten, pädagogische Fachkräfte, Verantwortliche im Bildungssystem und Wissenschaftler eine Gelegenheit, ihre Vorstellungen über politisches Wissen, Identitäten, Einstellungen, Partizipationsbereitschaft und Zukunftserwartungen künftiger Bürger zu reflektieren. Durch eine Bestandsaufnahme des politischen Mindsets von 14-Jährigen im internationalen Vergleich schafft ICCS 2016 eine empirische Basis für die weitere Entwicklung der politischen und zivilgesellschaftlichen Bildung in den beteiligten Ländern.

## Veröffentlichungen (Auswahl)
- Hermann Josef Abs: Kinderrechte und pädagogische Beziehungen in Ansätzen des internationalen Qualitätsmonitorings. In: Annedore Prengel, Ursula Winklhofer (Hrsg.): Kinderrechte in pädagogischen Beziehungen: Forschungszugänge. Barbara Budrich, Opladen 2014.
- Hermann Josef Abs: Jugendpartizipation im internationalen Vergleich. In: Schüler – Wissen für Lehrer 2014. Friedrich Verlag, 2014, S. 98–99.
- Hermann Josef Abs: Die Vermessung des guten Bürgers – Zur empirischen (De-) konstruktion eines Ideals. In: Zeitschrift für Soziologie der Erziehung und Sozialisation. 33. Jahrgang, Heft 3/2013, S. 267–282.
- Hermann-Josef Abs, Sarah Werth: Policy Approaches to Quality of Citizenship Education by European Intergovernmental Organisations. In: Reinhold Hedtke, Tatjana Zimenkova (Hrsg.): Education for Civic and Political Participation. A Critical Approach.Routledge, London 2013, S. 81–98.
- Monika Buhl, Hans Peter Kuhn, Hermann Josef Abs: Bedingungen und Entwicklung von politischem Wissen und politischem Kompetenzerleben. In: Hans Berkessel, Wolfgang Beutel, Hannelore Faulstich-Wieland, Hermann Veith (Hrsg.): Jahrbuch Demokratiepädagogik 2013/14. Wochenschau Verlag, Schwalbach/Ts. 2013, S. 209–219.
- K. Hahn-Laudenberg: Konzepte von Demokratie bei Schülerinnen und Schülern. Erfassung von Veränderungen politischen Wissens mit Concept-Maps. Springer VS, Wiesbaden 2017, ISBN 978-3-658-18392-9.
- W. Schulz, J. Ainley, J. Fraillon, B. Losito, G. Agrusti: IEA International Civic and Citizenship Education Study 2016 Assessment framework. IEA, Amsterdam 2016, ISBN 978-3-319-39357-5.
- J. V. Torney, A. N. Oppenheim, R. F. Farnen: Civic Education in Ten Countries. International Studies in Evaluation VI. Almqvist & Wiksell, Uppsala 1975.
- J. Torney-Purta, J.-A. Amadeo, M. W. Andolina: A Conceptual Framework and Multimethod Approach for Research on Political Socialization and Civic Engagement. In: L. R. Sherrod, J. Torney-Purta, C. A. Flanagan (Hrsg.): Handbook of Research on Civic Engagement in Youth. Wiley, Hoboken, N.J. 2010.